# Нікіта Сімонов
Нікіта Сімонов (нар. 16 липня 1996)— азербайджанський гімнаст. Спеціаліст вправи на кільцях. Призер чемпіонату Європи.

## Біографія
З 2018 року виступає за збірну Азербайджану.
2024
Проходив відбір на Олімпійські ігри 2024 року в Парижі, Франція, через серію кваліфікаційних етапів кубку світу, де на останньому з чотирьох етапів в Досі, Катар, посів друге місце, поступившись 0,033 бала вірменському гімнасту Ваагну Давтяну, який завдяки перемозі набрав 75 очок та здобув олімпійську ліцензію.

## Результати на турнірах
| Рік  | Змагання            | КБ | ІБ | Вільні вправи | Кінь | Кільця | Опорний стрибок | Паралельні бруси | Перекладина |
| ---- | ------------------- | -- | -- | ------------- | ---- | ------ | --------------- | ---------------- | ----------- |
| 2018 | Чемпіонат світу     |    |    |               |      | 7      |                 |                  |             |
| 2019 | Чемпіонат світу     |    |    |               |      | 31     |                 |                  |             |
| 2022 | Чемпіонат Європи    |    |    |               |      | 6      |                 |                  |             |
| 2022 | Чемпіонат світу     |    |    |               |      | 13     |                 |                  |             |
| 2023 | Чемпіонат світу     |    |    |               |      | 5      |                 |                  |             |
| 2024 | Кубок світу. Каїр   |    |    |               |      | 6      |                 |                  |             |
| 2024 | Кубок світу. Котбус |    |    |               |      | 1      |                 |                  |             |
| 2024 | Кубок світу. Баку   |    |    |               |      | 9      |                 |                  |             |
| 2024 | Кубок світу. Доха   |    |    |               |      | 2      |                 |                  |             |
| 2024 | Чемпіонат Європи    |    |    |               |      | 2      |                 |                  |             |

## Іменний елемент
На Чемпіонаті світу 2022 року в Ліверпулі, Велика Британія, у вправі на кільцях вперше виконав елемент "повільний відкат назад з прямими руками і корпусом в перевернутий хрест через ластівку", який було названо ім'ям спортсмена "The Simonov" та віднесено до групи F вартістю 0,6 бала.